# Baltasar de Mendoza y Sandoval
Baltasar de Mendoza y Sandoval (Madrid, 1653 – Segovia, 4 novembre 1727) è stato un vescovo cattolico spagnolo.

## Biografia
Baltasar de Mendoza y Sandoval divenne nel 1673 cappellano del Collegio di San Bartolomeo all'Università di Salamanca.  Nel 1679 fu nominato oidor della Cancelleria reale a Granada. Nel 1681 re Carlo II di Spagna lo insignì dell'Ordine di Calatrava, nominandolo anche membro del Consiglio dell'Ordine.
Mendoza divenne vescovo di Segovia nel 1699 e nello stesso tempo fu nominato inquisitore generale di Spagna.
Dopo la morte di Carlo II, avvenuta nel novembre del 1700, egli collaborò con il governo che continuò la sua opera. Nel 1701 Filippo V di Spagna lo rimosse dall'incarico di Grande Inquisitore, ma a causa delle dispute giuridiche fra Madrid e la Santa Sede e dell'assenza dalla capitale spagnola di Filippo V a causa della guerra di successione spagnola, egli mantenne la carica fino al 1704.
Nel 1706 venne accusato di tradimento per essersi schierato, durante la Guerra, a favore della fazione asburgica. Egli così fuggì in esilio ad Avignone, ove rimase fino al 1713, quando gli fu concesso di rientrare in Spagna e riprendere la sua cattedra episcopale a Segovia, ove morì il 4 novembre 1727.

## Genealogia episcopale
La genealogia episcopale è:
- Cardinale Scipione Rebiba
- Cardinale Giulio Antonio Santori
- Cardinale Girolamo Bernerio, O.P.
- Arcivescovo Galeazzo Sanvitale
- Cardinale Ludovico Ludovisi
- Cardinale Luigi Caetani
- Cardinale Ulderico Carpegna
- Cardinale Paluzzo Paluzzi Altieri degli Albertoni
- Cardinale Flavio Chigi
- Cardinale Giuseppe Archinto
- Vescovo Baltasar de Mendoza y Sandoval